# Cikánský baron
Cikánský baron je v pořadí desátá opereta Johanna Strausse mladšího. Premiéru měla 24. října 1885 v divadle na Vídeňce. Libreto je napsáno podle románu od Móra Jókaie Sáffi. Překlad do němčiny a tvorba libreta připadly na Ignáce Schnitzera, kterého Strauss oslovil i přesto, že ještě nikdy předtím žádné libreto nesložil. Kvalitní libreto spojené se skvělým Straussovým hudebním doprovodem vedlo k ohromnému úspěchu operety. Dodnes patří mezi velmi často hrané operety. Některými částmi se velmi blíží opeře.

## Obsah
Hlavním hrdinou příběhu je Sándor Barinkay, který přichází převzít majetek a pozemky po svých předcích. Soused Župan se mu ale vysmívá, protože je jeho majetek opuštěný a leží na něm pouze len a jedna cikánská vesnice. Barinkay požádá o ruku Županovu dceru Arzenu, ta ho však nechce a řekne, že si vezme jedině barona. Cikáni si tedy zvolí Barikaie za svého vůdce. Ten jde opět za Arzenou s tím, že je cikánský baron, ta se mu však vysměje. Nicméně mezitím už začíná mít radši Saffi. Barinkay a Saffi mezi sebou uzavřou neformální manželství pod širým nebem. Na starém hradě najdou spolu s jejím nevlastním otcem starý turecký poklad, který dlouhou dobu hledali právě Županovi lidé. Barinkay je obviněn Županem z nečestného života. Župan usiluje o to, aby mu byl poklad úředně zabaven. Mezitím však vypukne válka a do vesnice přijíždí plukovník husarského pluku Gábor Homonay, který verbuje vojáky. Cipra oznámí a dokumentem doloží skutečný původ Saffi. Ta má být tureckou šlechtičnou. Barinkaiovi se to však nelíbí, protože se mu líbila jako prostá dívka, a tak se nechá naverbovat k husarům. Do pluku Gábor dostane také lstí Župana a Ottokara. Když skončí válka Saffi se s Arzénou vydají do Vídně, aby přivítali muže zpět. Župan se za války příliš hrdinsky nechoval, ale zato Barinkay se svými cikány patřili k nejhrdinnějším oddílům. Za zásluhy je Barinkay jmenován baronem. Udobří se se Saffi, protože se cítí již být dostatečně urozeným nápadníkem a zároveň přesvědčí Župana, aby si Ottokar mohl vzít Arzénu, která ho měla ráda.